# John Bradshaw (théologien)
Pour les articles homonymes, voir John Bradshaw et Bradshaw.
John Bradshaw, né le 29 juin 1933 à Houston au Texas et mort le 8 mai 2016, est un écrivain, conseiller et conférencier américain. 

## Biographie
Il étudie la théologie et la philosophie et obtient ses diplômes à l'Université de Toronto au Canada et à l'Université Rice à Houston au Texas.
Il est l'auteur de livres de psychologie populaire, dont cinq consacrés best-sellers par le New York Times. Un de ses principaux thèmes est la guérison de l'enfant intérieur, thème inspiré du concept de l'enfant divin du psychanalyste Carl Gustav Jung (1875 – 1961).
Dans les années 1980-1990, il est animateur de télévision sur le réseau PBS, proposant des émissions sur des thèmes proches de ceux de ses livres. Il reçoit une nomination aux Emmy Award pour ces émissions.

## Ouvrages
- (en) The Family: A Revolutionary Way of Self Discovery - 1986
  - (en) The Family: A New Way of Creating Solid-Self Esteem (Revised) - 1996
  - (fr) La famille : Une nouvelle façon de créer une solide estime de soi - Béliveau Éditeur, 2004
- (en) Bradshaw On: Healing the Shame that Binds You - 1988
  - (fr) S'affranchir de la honte - Éditions de l'Homme 2004
- (en) Homecoming: Reclaiming and Championing Your Inner Child - 1990
  - (fr) Retrouver l'enfant en soi - Éditions de l'Homme 2004
- (en) Creating Love - 1992
  - (fr) Le défi de l'amour - Éditions de l'Homme 2004
- (en) Family Secrets - 1995
- (en) Reclaiming Virtue: How We Can Develop the Moral Intelligence to Do the Right Thing at the Right Time for the Right Reason -  (ISBN 9780749929916)
  - (fr) Découvrir ses vraies valeurs et cheminer vers l'intégrité - Éditions de l'Homme 2010

## Émissions de télévision
- The Eight Stages of Man : série en huit parties
- Bradshaw On Homecoming : série en dix parties
- Creating Love : série en dix parties
- Eating Disorders : série en trois parties
- Bradshaw On: Family Secrets : série en six parties
- Where Are You Father : programme d'une heure
- Healing the Shame that Binds You : programme d'1 heure
- Adult Children of Dysfunctional Families : programme de 2 heures
- Surviving Divorce : programme de 90 minutes